# USS LST-599
O USS LST-599 foi um navio de guerra norte-americano da classe LST que operou durante a Segunda Guerra Mundial.